# Босуэлл, Саймон
Саймон Босуэлл (англ. Simon Boswell, 15 октября 1956, Лондон, Великобритания) — английский композитор и музыкант в жанре электронной музыки. Написал музыку к более чем 90 фильмам, основные количества которых снято в жанре ужасы и триллер.

## Биография
Саймон Босуэлл начал играть на гитаре с 12 лет.
Босуэлл работал со многими известными музыкантами, среди которых были группы, Blur, Orbital, The Sex Pistols и Echo And The Bunnymen. В 1982 году он выступил в качестве звукорежиссёра, а также помогал в подготовке и организации альбома «Via Tagliamento 1965—1970» популярного итальянского певца и автора песен Ренато Зеро.
Писал музыку для фильмов ужасов известных режиссёров, среди которых были: Клайв Баркер, Дарио Ардженто, Ламберто Бава и другие.
Босуэлл работает над своим собственным уникальным арт-проектом под названием «BLINK!». Проект представляет собой огромный экран под открытым небом, на котором под музыку Босуэлла показывают фотографии известных людей.
Был женат на актрисе Лизетт Энтони. В 2004 году Лизетт родила сына Джимми. В 2008 году ребёнку был поставлен диагноз «ювенильный артрит», через год была сделана операция.

## Композитор
- Последнее слово (2014) The Last Word
- Flytrap (2014)
- Altar (2014)
- Эшенс и Дитя игры (2013) Ashens and the Quest for the Gamechild
- L’autre monde (2013)
- Азбука смерти (2012) The ABCs of Death
- Escape from London (2011) … короткометражка
- Театр абсурда (2011) The Theatre Bizarre
- Моя цинковая кровать (ТВ, 2008) My Zinc Bed
- Кровавая графиня — Батори (2008) Bathory
- Проститутка (2008) Slapper … короткометражка
- Любовный треугольник (2008) Alien Love Triangle … короткометражка
- Резня (2008) Rovdyr
- Заколдованное королевство (мини-сериал, 2007) Tin Man
- Почти знамениты (сериал, 2007) Nearly Famous
- Певчие птицы (2007) Songbirds
- Освободите Джимми (2006) Slipp Jimmy fri
- Incubus (2005)
- Смерть на реке (2005) The River King
- Другая дверь (2005) Naboer
- Черчилль идет на войну (2004) Churchill: The Hollywood Years
- В доме моего отца (2004) In My Father’s Den
- Секретные материалы: Море душ (сериал, 2004 — …) Sea of Souls
- Pornography: The Musical (ТВ, 2003)
- Лето в золотой долине (2003) Ljeto u zlatnoj dolini
- Октан (2003) Octane
- The White Darkness (2002)
- Под гипнозом (2002) Doctor Sleep
- Интимный словарь (2001) The Sleeping Dictionary
- The Secret Glory (2001)
- Mind Games (ТВ, 2001)
- Рожденный романтиком (2000) Born Romantic
- Есть только один Джимми Гримбл (2000) There’s Only One Jimmy Grimble
- Ясон и аргонавты (ТВ, 2000) Jason and the Argonauts
- Чужая игра (2000) Circus
- Истории подземки (ТВ, 1999) Tube Tales
- Женские сплетни (1999) Women Talking Dirty
- Должники (1999) The Debtors
- Сожги свою трубку (1999) Burn Your Phone … короткометражка
- Дессерты (1999) Desserts … короткометражка
- Сон в летнюю ночь (1999) A Midsummer Night’s Dream
- Любовь этого года (1999) This Year’s Love
- The Fishmonger’s Daughter (1998) … короткометражка
- Зона военных действий (1998) The War Zone
- Кузина Бетта (1998) Cousin Bette
- Папаша — дикарь (1998) Dad Savage
- Смертельная сеть (сериал, 1998) Killer Net
- Москва (1997) Notti di paura
- Deacon Brodie (ТВ, 1997)
- Пердита Дуранго (1997) Perdita Durango
- Падение (1997) Downtime
- С феями шутки плохи (1997) Photographing Fairies
- Озёра (сериал, 1997—1999) The Lakes
- Американское совершенство (1997) American Perfekt
- The Beast (1995) … короткометражка
- Хакеры (1995) Hackers
- Повелитель иллюзий (1995) Lord of Illusions
- Джек и Сара (1995) Jack & Sarah
- Любовь андроида (ТВ, 1995) The Android Affair
- Этим воскресеньем (ТВ, 1994) That Sunday … короткометражка
- Butter (ТВ, 1994) … короткометражка
- Неглубокая могила (1994) Shallow Grave
- Второй лучший (1994) Second Best
- A Few Short Journeys of the Heart (ТВ, 1994)
- Прекрасная принцесса (1993) Piccolo grande amore
- Погружение в бездну (ТВ, 1993) Azzurro profondo
- Дела любовные (ТВ, 1993) Love Matters
- Due vite, un destino (ТВ, 1992)
- Поворот винта (1992) The Turn of the Screw
- Дьявол песков (1992) Dust Devil
- Piccoli, buoni e ladri (1991)
- Молодые блюзовые бунтари (1991) Young Soul Rebels
- Очевидец (ТВ, 1990) Testimone oculare
- Голос Луны (1990) Voice of the Moon … короткометражка
- Железо (1990) Hardware
- Наемный убийца (1990) The Assassin
- Детские игры (ТВ, 1989) Il gioko
- Маска демона (1989) La maschera del demonio
- Смертные грехи (1989) Mortal Sins
- Святая кровь (1989) Santa sangre
- Дерзкие игры (ТВ, 1988) L’uomo che non voleva morire
- Маэстро ужаса (ТВ, 1988) Il maestro del terrore
- Последний американский солдат (1988) Commander
- Золотое кимоно воина (1987) Il ragazzo dal kimono d’oro
- Фотография Джойи (1987) Le foto di Gioia
- Водолей (1987) Deliria
- Жёлтый трепет: Ночь на кладбище, Навсегда, Демоны 3, Ужин с вампиром. (мини-сериал, 1986 — 1988) Brivido giallo
- Демоны 2 (1986) Dèmoni 2… l’incubo ritorna[5]
- Феномен (1985) Phenomena
- Второй экран (сериал, 1985—2002) Screen Two
- На передовой (сериал, 1983 — …) Frontline
- Джеканори (сериал, 1965—1996) Jackanory

## Продюсер
- 2010 — Азбука смерти (2012) The ABCs of Death

## Актёр
- 2000 — Завтракать (сериал) Breakfast — играет самого себя
- 2011 — Escape from London — Chancellor; (короткометражка)
- 2000 — Рожденный романтиком — Born Romantic

## Номинации и награды
- 1991 — Сатурн, Номинация: Лучшая музыка («Святая кровь»)
- 1996 — Fangoria Chainsaw Awards, («Повелитель иллюзий»)
- 1998 — Гойя, Номинация: Лучший оригинальный саундтрек («Пердита Дуранго»)
- 1998 — BAFTA Awards, Номинация: («Озёра»)
- 2003 — DVD Exclusive Awards, Номинация: («Запретная любовь»)
- 2004 — Paris Film Festival, («Под гипнозом»)